# Selkäsaari (ö i Södra Savolax, Pieksämäki, lat 61,70, long 28,01)
Selkäsaari är en ö i Finland. Den ligger i sjön Hietajärvi och i kommunen Jockas i den ekonomiska regionen  Pieksämäki ekonomiska region  och landskapet Södra Savolax, i den södra delen av landet, 230 km nordost om huvudstaden Helsingfors. Öns area är 0,6 hektar och dess största längd är 160 meter i sydöst-nordvästlig riktning.